# Croissy-sur-Seine
Croissy-sur-Seine è un comune francese di 10 370 abitanti situato nel dipartimento degli Yvelines nella regione dell'Île-de-France.
I suoi abitanti si chiamano Croissillons.

## Società

### Evoluzione demografica
Abitanti censiti